# Walerija Andrejewna Selewa
Walerija Andrejewna Selewa (russisch Валерия Андреевна Селева; englische Schreibweise Valeriya Zeleva; * 20. Oktober 1998 in Moskau) ist eine ehemalige russische Tennisspielerin und Trainerin.

## Karriere
Selewa spielte vor allem bei Turnieren der ITF Women’s World Tennis Tour, wo sie zwei Titel im Doppel gewinnen konnte.
2015 trat sie in den Juniorinnenwettbewerben der US Open an. Im Juniorinneneinzel verlor sie in der ersten Runde gegen Usue Maitane Arconada mit 2:6 und 0:6. Im Juniorinnendoppel verlor sie an der Seite ihrer Partnerin Jelena Rybakina ebenfalls bereits in der ersten Runde gegen die Paarung Destanee Aiava und Olivia Tjandramulia mit 6:3, 4:6 und [1:10].
2017 erreichte sie beim President’s Cup, einem mit 100.000 US-Dollar dotierten ITF-Turnier das Achtelfinale im Dameneinzel.

### College Tennis
2018 bis 2022 spielte Selewa für die Damentennismannschaft der Knights der University of Central Florida. Dort stellte sie einige Rekorde auf und wurde sowohl zur Spielerin des Monats als auch zur american player of the year gewählt.
Nach ihrer aktiven College-Spielerinnen-Karriere wurde sie Ende 2023 Assistenztrainerin an der Auburn University.

## Turniersiege

### Doppel
| Nr. | Datum         | Turnier         | Kategorie   | Belag     | Partnerin                  | Finalgegnerinnen               | Ergebnis         |
| --- | ------------- | --------------- | ----------- | --------- | -------------------------- | ------------------------------ | ---------------- |
| 1.  | 16. Juli 2016 | Prokuplje       | ITF $10.000 | Sand      | Weronika Miroschnitschenko | Hülya Esen Lütfiye Esen        | 7:5, 6:1         |
| 2.  | 3. Juni 2017  | Montemor-o-Novo | ITF $15.000 | Hartplatz | Monika Kilnarová           | Francisca Jorge Marta Oliveira | 3:6, 7:5, [10:2] |